# Karibentaube
Die Karibentaube (Patagioenas caribaea) ist eine Art innerhalb der Gattung der Amerikanischen Feldtauben. Es ist eine große, kräftig gebaute und blass gefärbte Taube, die ausschließlich auf Jamaika vorkommt. Es werden keine Unterarten unterschieden.
Die Bestandssituation wird mit vu (=vulnerable– gefährdet) angegeben.

## Merkmale
Karibentauben erreichen eine Körperlänge von 38 bis 48  Zentimeter. Sie wiegt durchschnittlich 250 Gramm. Der Geschlechtsdimorphismus ist kaum ausgeprägt.
Die Männchen sind an Stirn, Scheitel und Nacken blass mauverosa gefärbt. Am hinteren Hals haben sie irisierende zart rosa bis grüngoldene Gefiederpartieren. Der Mantel und die Flügeldecken sind blass graubraun. Der Rücken, der Bürzel und die Oberschwanzdecken sind blasser als diese gefärbt. Die Armschwingen sind von einem dunkleren Braunton, die Handschwingen sind schwarzbraun mit einem feinen isabellfarbenen Saum. Auf dem Schwanz befindet sich ähnlich wie bei der Schuppenhalstaube und der Araukanertaube ein breites schwarzes Querband. Kinn und Kehle sind weißlich, die Körperunterseite ist bis zum vorderen Bauch blass braunrosa, der hintere Bauch und die Unterschwanzdecken sind weißlich. Die Iris ist orangerot bis rot. Der Orbitalring ist violettrot, der Schnabel ist schwarz. Die Läufe und die Füße sind rot.
Weibchen sind ähnlich gefärbt wie die Männchen, jedoch insgesamt etwas matter gefärbt und brauner. Jungvögel gleichen den Weibchen, am Kopf und auf den Flügeldecken sowie den Handschwingen befinden sich auch rostbraune Federn.
Im Verbreitungsgebiet der Karibentaube gibt es keine andere Art, mit der sie verwechselt werden kann. Die Stimme der Karibentaube ist ein weiches go-uuu.

## Verbreitungsgebiet und Lebensraum

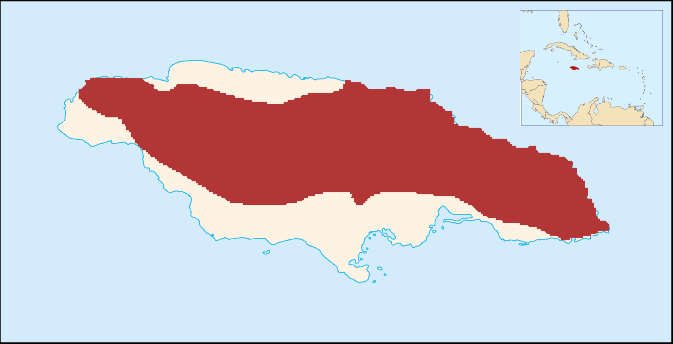
Verbreitungskarte der Karibentaube

Die Karibentaube kommt ausschließlich auf der Insel Jamaika vor. Sie ist dort ein Standvogel, der lediglich in Reaktion auf ein schwankendes Nahrungsangebot zwischen Tief- und Hochland wandert. Im Sommerhalbjahr ist sie vorwiegend in höheren Regionen anzutreffen.
Der Lebensraum sind Primärwälder in Höhenlagen zwischen 150 und 2000 Metern in den abgeschiedensten Regionen der Insel. Ihr Vorkommen ist möglicherweise mit Nectandra antilliana korreliert, einem Baum aus der Gattung Nectandra.  Sie wird aber auch in Sekundärwald beobachtet und kommt auch auf Lichtungen sowie landwirtschaftlichen Nutzflächen vor. Sie ist allerdings erheblichem Jagddruck ausgesetzt, so dass eine Besiedlung von anthropogen überformten Landschaften weitgehend ausbleibt.

## Lebensweise
Karibentauben leben ausschließlich auf Bäumen und kommen nahezu nie auf den Boden. Sie fressen eine Reihe von Früchten, Beeren und Samen und zeigen wie viele Vertreter der Amerikanischen Feldtauben eine Vorliebe für Mistelbeeren.
Karibentauben brüten im Frühling und Sommer, wenn sie sich bevorzugt im Hochland von Jamaika aufhalten. Das Nest ist eine lose Plattform, die aus Zweigen errichtet und mit Rinde und Blättern ausgelegt wird. Die Brutbiologie ist nicht abschließend untersucht. Karibentauben legen aber vermutlich wie die nahe verwandten Arten ein einzelnes weißes oder cremefarbenes Ei.

## Haltung
Die Karibentaube wurde 1904 erstmals im Londoner Zoo gezeigt. Im Hope-Zoo in Kingston, Jamaica gibt es seit den 1990er Jahren ein Zuchtprogramm für diese Art.

## Einzelbelege
1. 1 2 3 4 5   Gibbs, Barnes und Cox: Pigeons and Doves, S. 224.
2. ↑   Patagioenas caribaea in der Roten Liste gefährdeter Arten der IUCN 2012. Eingestellt von: BirdLife International, 2012. Abgerufen am 25. September 2016.
3. 1 2   Gibbs, Barnes und Cox: Pigeons and Doves, S. 225.
4. ↑   Rösler: Die Wildtauben der Erde – Freileben, Haltung und Zucht. S. 103.
5. ↑   Stimme der Karibentaube auf Xeno Canto, aufgerufen am 25. September 2016
6. ↑   Rösler: Die Wildtauben der Erde – Freileben, Haltung und Zucht. S. 104.
7. ↑   Global Species - Zoologische Gärten, aufgerufen am 27. September 2016